# Babina
Babina és un gènere d'amfibis anurs de la família Ranidae.

## Distribució
Es troba en extrem orient: Japó, Xina meridional (províncies de Sichuan i Yunnan), nord de Tailàndia, nord del Vietnam i, possiblement, a Laos i Myanmar.

## Taxonomia
- Babina adenopleura (Boulenger, 1909)
- Babina caldwelli (Schmidt, 1925)
- Babina chapaensis (Bourret, 1937)
- Babina daunchina (Chang, 1933)
- Babina hainanensis (Fei, Ye, and Jiang, 2007)
- Babina holsti (Boulenger, 1892)
- Babina lini (Chou, 1999)
- Babina okinavana (Boettger, 1895)
- Babina pleuraden (Boulenger, 1904)
- Babina subaspera (Barbour, 1908)